# Shun Takagi
Shun Takagi (高木駿?, Takagi Shun; Kawasaki, 22 maggio 1989) è un calciatore giapponese, portiere del Consadole Sapporo.

## Palmarès

### Nazionale
- Universiadi:   1

Shenzen 2011